# Alemani (herb szlachecki)
Alemani (Alamani, Alameni, Allemani) – herb szlachecki z indygenatu.

## Opis herbu
Opis zgodnie z klasycznymi regułami blazonowania:
Na tarczy dwudzielnej w słup w polu prawym, błękitnym dwa skosy złote, w lewym dwudzielnym w pas w polu górnym, srebrnym dwie kule armatnie, w dolnym, srebrnym jedna. W klejnocie nad hełmem w koronie panna z jedną koroną laurową na rozpuszczonych włosach złotych, a drugą w prawej ręce.

## Najwcześniejsza wzmianka
Herb pochodzenia włoskiego, przyniesiony do Polski przez Dominika Alemani, stolnika lubelskiego. Herb zatwierdzony indygenatem z 19 kwietnia 1566.

## Herbowni
Alamenus, Alemani, Limanowski, Rudelewicz.